# Inname van Veere
De Inname van Veere vond plaats op 4 mei 1572 tijdens de Tachtigjarige Oorlog.
Het eiland Walcheren werd begin april plunderend ingenomen door de rondtrekkende geuzen. Op de nacht van 3 op 4 mei wisten veertig geuzen onder leiding van Jerome Tseraerts en Jacob Simonszoon de Rijk de stad binnen te komen. Het verhaal gaat dat de bezetting van het Spaanse leger binnen de stad uit weinig manschappen bestond, en daarbij werden de Geuzen geholpen door de burgerbevolking. De leidinggevende op dat moment, Hendrik de Rolle, werd door twee man van een trap gegooid en via de Campveerse Toren de stad uit gejaagd.
Tseraersts moest in de navolgende dagen optreden tegen de plaatselijke bevolking om een beeldenstorm in de in Veere gelegen kerken en parochiehuizen te voorkomen.

## Bron
- inname Veere door Tseraerts
- Zeelandboeken volume I t/m IV
- Blok, Watergeuzen in Engeland, in Bijdr. vaderl. gesch., IX, 236 vlg.; Navorscher, 1858, 250.